# 데이비드 헨리
데이비드 헨리(David Henrie, 1989년 7월 11일 ~ )는 미국의 배우이다.

## 출연 작품

### 드라마
- 우리가족 마법사

### 영화
- 2007년 플로리스 - 고트프리드 역